# Betoverende Beestenbazaar
De Betoverende Beestenbazaar (Engels: Magical Menagerie) is een dierenwinkel die voorkomt in de Harry Potter-boekenreeks van de Britse schrijfster J.K. Rowling. In de winkel worden magische wezens en fabeldieren verkocht. De winkel bevindt zich aan de Wegisweg. Naast de verkoop van magische wezens kan men hier ook advies verkrijgen voor de verzorging en gezondheid van je dier.
De winkel is erg smal, luidruchtig en er hangt een vieze geur wat niet gek is aangezien de hele winkel gevuld is met kooien. In die kooien zitten de meest uiteenlopende magische dieren, zoals: enorme paarse padden, een vuurkrab, giftige paarse slakken, een dik wit konijn dat in een hoge hoed kan veranderen, katten in alle kleuren, raven, donzige gele ballen die niets doen totdat ze honger hebben en een kooi met ratten die aan het touwtjespringen zijn met hun staarten.
Wanneer Harry, Ron en Hermelien deze winkel in De Gevangene van Azkaban bezoeken, worden ze geholpen door een heks met een dikke zwarte bril. Ron koopt Rat Tonic voor zijn huisdier Schurfie terwijl Hermelien een kat koopt: Knikkebeen. Knikkebeen was daar blijkbaar al heel lang, niemand wilde hem hebben en hij zorgde vaak voor chaos in de winkel.